# 九里堤站
九里堤站位于成都市金牛区二环路北一段、二环路北二段、九里堤中路和九里堤南路路口，是成都地铁7号线的地下岛式站台车站，于2017年12月6日启用，因老地名“九里堤”而得名。在7号线建设期间，本站曾使用工程名“九里堤路口站”。本站土建部分的施工方为中铁一局集团第四工程有限公司。

## 车站结构
九里堤站为地下两层钢筋混凝土结构岛式站台车站，车站总长287.6米，车站标准线间距 15.2米，标准段宽度 21.1米，基坑深度约 16.5米，建筑面积 11769平方米。共设2组风亭、4组出入口及1个安全通道。

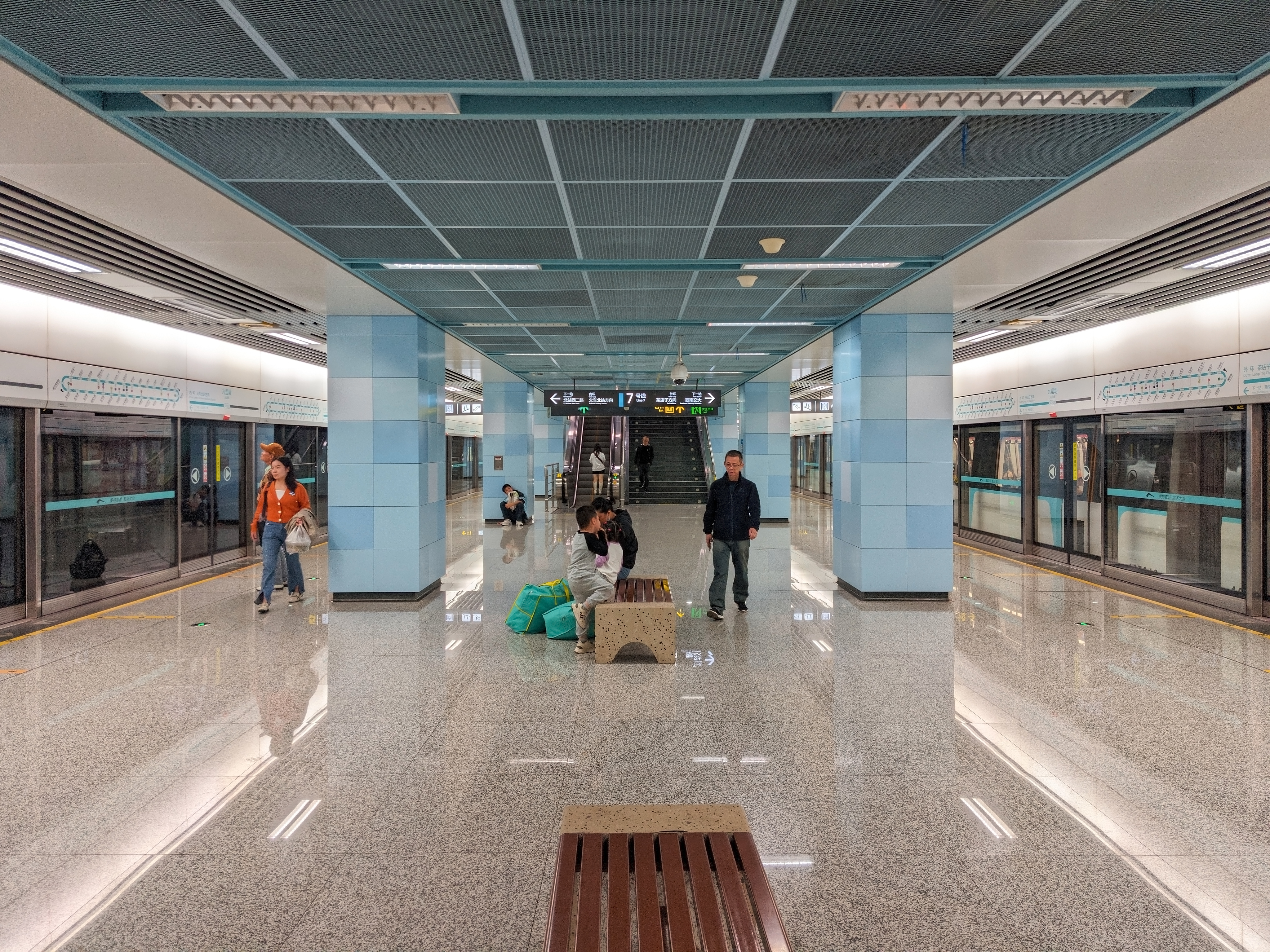
站台层
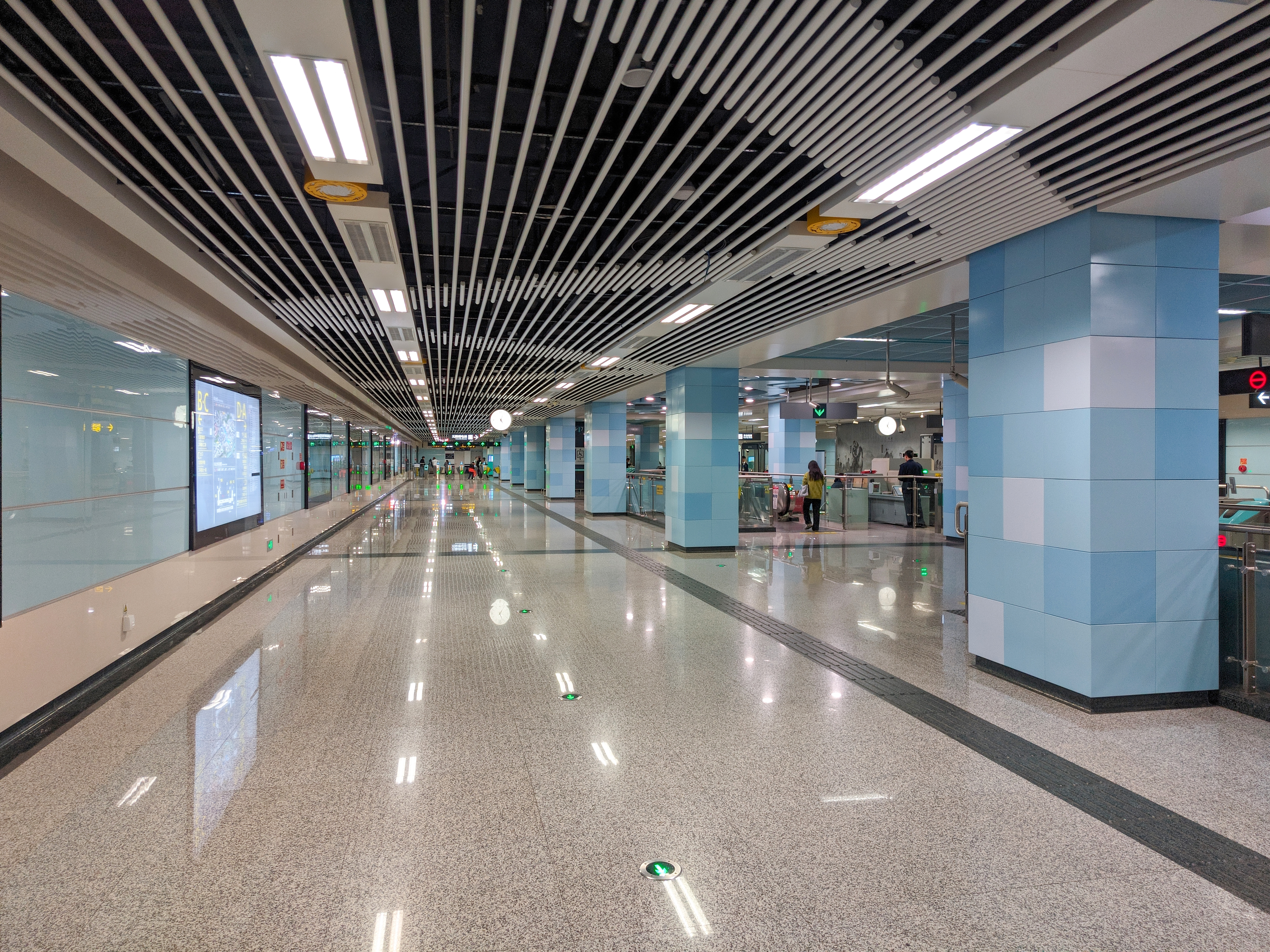
站厅层

| 地面              | 0    | 出口A1·A2·B–D                                                                                       |
| 地下一层          | 站厅 | 自助购票 客服中心                                                                                   |
| 地下二层          | 站台 | \| \| \| 7号线外环（西南交大） \| \| 島式 · 開左邊车门 \| \| \| \| \| \| 7号线内环（北站西二路） \| |
|                   |      | 7号线外环（西南交大）                                                                               |
| 島式 · 開左邊车门 |      | |
|                   |      | 7号线内环（北站西二路）                                                                             |

- 站台层
- 站厅层

## 内装与公共艺术
本站为7号线8座重点艺术站之一。
站名背景：九里堤肇始于李冰治水，后三国蜀汉丞相诸葛亮为防成都水患主持修筑了九里长堤，唐末西川节度使高骈曾予维修，宋初又经成都知府刘熙古组织重建，故先后被称为诸葛堤和刘公堤。因其全长约有九里,故而称其九里堤，曾在成都历史上发挥及其重要的作用，所以本站在内装上着重凸显千秋治水文化。

### 艺术墙《水利千秋》
作品借九里堤引出成都治水文化背后的故事，旨在纪念与传承成都史上众多泽被千秋的治水历史，让后人了解人类智慧改造和利用大自然，并与自然和谐共处的篇章。

## 出入口
本站目前开放5个出入口。
|              |              |                                                |      |
| 编号         | 设施         | 指示                                           | 图片 |
|              | 无障碍卫生间 | 二环路北一段、圃园北路                         |      |
| 出口 · A · 2 | 无障碍卫生间 | 二环路北一段、九里堤南路、九里堤公园           |      |
| 出口 · B     | 无障碍电梯   | 九里堤南路、二环路北二段                       |      |
| 出口 · C     |              | 二环路北二段、九里堤中路                       |      |
| 出口 · D     |              | 九里堤中路、二环路北一段、西南交通大学九里校区 |      |

## 公交换乘
3路；11路；17路；36路；73路；75路；83路；106路；109路；113路；129路；342路；1094路；

## 历史
- 2013年1月10日，车站开始封闭施工[5]；
- 2014年12月26日，车站主体结构封顶[3]；
- 2017年12月6日，车站正式启用[1]。